# 続本朝往生伝
『続本朝往生伝』（ぞくほんちょうおうじょうでん）は大江匡房による往生伝。康和3年（1101年）から天永2年（1111年）の間に成立した。

## 概要
本書は、名前の通り、慶滋保胤の『日本往生極楽記（本朝往生伝）』を継ぐものとして書かれ、42人の往生者の伝記を載せている。その収録者は、『日本往生極楽記』以後の人物に限られ、良源門下に集中している。また、全体的に奇談・霊験談を熱心に書く一方で、往生伝と銘打つにもかかわらず、往生の話が「通り一遍」でしかなかったり、そもそも往生の話を欠いているものすらある。
成立時期は、序に「康和に竟えぬ」とあり、さらに源忠遠妻が康和3年（1101年）に逝去したとあるため、康和4年（1102年）か5年（1103年）頃となる。匡房は康和4年閏4月5日に、子の隆兼を喪っており、序の「このごろ感ずる所有り」はこのことと見られる。

## 写本
- 真福寺本：建長5年（1253年）12月6日、乗忍が書写。重要文化財（1964年1月28日指定）[6]
- 宮内庁書陵部本：真福寺本と同系統[7][8]
- 大東急記念文庫本：五島美術館蔵。真福寺本と別系統で、最古の写本。紙背文書あり。重要文化財（1986年6月6日指定）[8][2]
- 九州国立博物館本：重要文化財（2011年6月27日指定）[9]

## 内容
1. 一条院
2. 後三条院
3. 堀河右大臣
4. 顕基中納言
5. 音人宰相
6. 遍照僧正
7. 慈忍僧正
8. 覚運僧都
9. 源信僧都
10. 覚超僧都
11. 桓舜僧都
12. 増賀上人
13. 任賀上人
14. 叡実闍梨
15. 寛印供奉
16. 真縁上人
17. 理光闍梨
18. 入円沙門
19. 良範沙門
20. 範久闍梨
21. 成尋闍梨
22. 能円沙門
23. 高明沙門
24. 安修沙門
25. 助慶沙門
26. 覚真阿闍梨
27. 延慶阿闍梨
28. 覚尊上人
29. 賢救沙門
30. 日円上人
31. 慶保胤
32. 大江為基
33. 江定基
34. 同挙周
35. 源章任
36. 源頼義
37. 小槻兼任
38. 隆家卿女（藤原兼経妻）
39. 源頼俊女
40. 安養尼
41. 尼縁妙（賀茂保憲女の娘）
42. 源忠遠妻（源教の孫娘）

岩波文庫(2024)、「日本往生全伝」を基に作成

## 一条朝の「天下の一物」
一条天皇伝では、一条天皇（在位: 986年 - 1011年）は多数の「天下の一物」を得たとして、それを列挙している。
| 親王     | 後中書王                                                                                   |
| 上宰     | 左相・儀同三司                                                                             |
| 九郷     | 藤原実資・藤原斉信・藤原公任・源俊賢・藤原行成・源扶義・平惟仲・藤原有国                   |
| 雲客     | 藤原実成・源頼定・源相方・源明理                                                           |
| 管弦     | 源道方・源済政・源時中・藤原高遠・源信明・源信義                                           |
| 文士     | 大江匡衡・大江以言・紀斉名・菅原宣義・高階積善・源為憲・藤原為時・源孝道・高岳相如・源道済 |
| 和歌     | 藤原道信・藤原実方・藤原長能・大中臣輔親・和泉式部・赤染衛門・曽根好忠                     |
| 画工     | 巨勢弘高                                                                                   |
| 舞人     | 大伴兼時・秦身高・多良茂・多政方                                                           |
| 異能     | 私宗平・三宅時弘・伊勢多世・越智経世・公侯恒則・参春時正・真上勝岡・大井光遠・秦経正       |
| 近衛     | 下野重行・尾張兼時・播磨保信・物部武文・尾張兼国・下野公時                                 |
| 陰陽師   | 賀茂光栄・安倍晴明                                                                         |
| 有験の僧 | 観修・勝算・深覚                                                                           |
| 真言     | 寛朝・慶円                                                                                 |
| 能説の師 | 清範・静昭・院源・覚縁                                                                     |
| 学徳     | 源信・覚運・実因・慶祚・安海・清仲                                                         |
| 医方     | 丹波重雅・和気正世                                                                         |
| 明法     | 惟宗允亮・惟宗允正                                                                         |
| 明経     | 清原善澄・清原広澄                                                                         |
| 武者     | 源満仲・源満政・平維衡・平致頼・源頼光                                                     |

「『続本朝往生伝』「一　一条天皇」人名注解」, 岩波文庫(2024), pp. 219-224を基に作成

## 刊行本
- 『日本往生全伝2 続本朝往生伝』（1882年）
- 『大日本仏教全書』巻107（1916年）
- 『日本思想大系7　往生伝・法華験記』（井上光貞・大曾根章介 校注、岩波書店）に所収。
- 『日本往生極楽記・続本朝往生伝』（大曾根章介・小峯和明 校注、岩波文庫、2024年）、改訂新版